# ガダルカナル島撤収作戦
ガダルカナル島撤収作戦（がだるかなるとうてっしゅうさくせん）は第二次世界大戦中に行われた日本軍の撤退作戦。作戦呼称は「ケ号作戦」。由来は捲土重来（）による。

## 概要
ケ号作戦は、1943年（昭和18年）1月下旬から2月上旬にかけて日本軍が実施したガダルカナル島からの撤退作戦。
1942年（昭和17年）12月31日開催の御前会議で昭和天皇がガダルカナル島からの撤退と東北部ニューギニアへの作戦重点変換を裁可したことを受けて1月4日にガ島撤退の大命が下り、日本軍は正式に撤退準備を開始した。日本陸軍はラバウルの第八方面軍（司令官今村均陸軍中将）とガダルカナル島現地の第17軍（司令官百武晴吉陸軍中将）、日本海軍は山本五十六連合艦隊司令長官の総指揮下で、南東方面部隊（指揮官草鹿任一南東方面艦隊司令長官、外南洋部隊指揮官三川軍一第八艦隊司令長官）および隷下の外南洋部隊増援部隊（第三水雷戦隊司令官橋本信太郎海軍少将、第十戦隊司令官小柳冨次海軍少将）が作戦を担当した。
各方面（大本営陸海軍、現地陸海軍部隊）とも悲観的見通しをもってケ号作戦を発動した。作戦は、基地航空隊による航空撃滅戦を実施して制空権を確保したあと（この航空作戦でレンネル島沖海戦が生起）、水雷戦隊によって撤収作戦がおこなわれた。
撤退は3回次に分けて行われ、沈没艦は駆逐艦1隻、損傷は駆逐艦3隻のみで、2月8日をもって日本軍の撤退は成功した。撤退中に発生した戦闘についてはイサベル島沖海戦と呼称されることが多い。撤退により救出された日本軍は1万2千名余りだった。

## 背景
1942年（昭和17年）8月7日以降のガダルカナル島攻防戦において、日本軍は9月と10月に2度の総攻撃を行ったものの、連合軍が死守するヘンダーソン飛行場基地の奪回に失敗した（南太平洋海戦など）。日本軍によるガ島への糧秣や弾薬の補給は、輸送船の沈没（第三次ソロモン海戦）や駆逐艦の大量消耗により継続できなくなった。駆逐艦による鼠輸送、大発動艇による蟻輸送、潜水艦によるモグラ輸送（潜り輸送）ではガダルカナル島へ充分な物資と弾薬の供給ができず、最前線の陸海軍部隊はアメリカ軍に圧倒されていた。
連合軍の上陸から約4ヶ月が経過した12月上旬、大本営はガダルカナル島の奪還が不可能であることを認めざるを得なくなり、大本営陸軍部（参謀本部）では人事異動が行われ、綾部橘樹陸軍少将（27期）が陸軍部第一部長に、第二課長には真田穣一郎陸軍大佐（31期）が補任された。服部卓四郎陸軍大佐の後任となった真田陸軍大佐は、大本営海軍部参謀を兼任する。
12月17日に横浜を出発して南東方面を視察した真田課長は、帰京後にガ島撤収とニューギニア確保を中央部に訴え、参謀総長杉山元陸軍大将（12期）、参謀次長田辺盛武陸軍中将（22期）、綾部第一部長の同意を得た。
大本営陸軍部（参謀本部）と大本営海軍部（軍令部）は懇談を行った。12月28日、大本営は第八方面軍（司令官今村均陸軍中将〈19期〉、参謀長加藤鑰平陸軍中将〈25期〉）へ「（参謀総長指示、参電第359号）第十七軍司令官ヲシテ「ガダルカナル」島ニ於ケル現戦線ヲ整理シ後方ノ要線ヲ占領シテ爾後ノ作戦ヲ準備セシムヘシ」と指示した。
12月31日、昭和天皇が臨席する異例の御前会議で、日本軍はガダルカナル島からの撤退と東北部ニューギニアへの作戦重点変換を決定した。天皇は「ただガ島を止めただけではいかぬ。何処かで攻勢に出なければならない」との意思を伝え、日本軍はニューギニア東部に重点を置くことにしたのである。また侍従武官を通じて「ガ島撤退は遺憾であるがガ島作戦まで今日まで随分苦戦奮闘したので、勅語をやろうと思っている」と意志を伝え、連合艦隊司令長官と第八方面軍司令官に対する勅語発令に至った。
撤退は翌1943年（昭和18年）1月下旬から2月上旬に行われることとなった。これを隠すため航空攻撃や物資輸送は続けられた。そのため、アメリカ軍は日本軍の撤退作戦完了後もその事実を知らず、逆に日本軍がガダルカナル島の兵力を増強するための新たな駆逐艦輸送と考えていた。
大本営では、まず大本営陸軍部第一部長綾部橘樹陸軍少将と大本営海軍部第一部長福留繁海軍中将が1月2日に横須賀を出発、翌日にトラック泊地の戦艦大和で連合艦隊司令部と作戦連絡を行った。南東方面艦隊参謀長中原義正海軍少将と第八艦隊参謀長大西新蔵海軍少将もラバウルから招致されており、大本営関係者を交えて作戦連絡が行われた。
翌4日午後、綾部少将はニューブリテン島ラバウルに到着して同地の第八方面軍と会議をおこなった。海軍関係者と打ち合わせを続けていた福留中将も、翌5日ラバウルに到着し、現地陸海軍との打ち合わせに参加した。第八方面軍は作戦の見通しに悲観的であった。
撤退に際しての各方面の意見と企画は、以下のようなものであった。
- ガダルカナル島現地の第十七軍は極めて悲観的であった[5]。第十七軍司令官百武晴吉陸軍中将は後述の大命をうけて「ケ号作戦実施は難事中の難事であるが、大命による方面軍命令はあくまで実施せねばならぬ」と決心した[33][34]。第十七軍参謀長宮崎周一陸軍少将（28期）や参謀小沼治夫陸軍大佐は1月15日の作戦命令伝達に際し「（ケ号作戦実施は不可能なので）軍としてこの際ここで斬り死させることが軍を生かす道であり、皇軍の本義に徹する所以である」と述べた[34]。最終的に、百武司令官が撤退を決断した[35]。
- 連合艦隊（司令長官山本五十六海軍大将、参謀長宇垣纏海軍中将）としては、第十七軍の一部をもってガ島の一角を固守してもらいたい[36]。
- 大本営陸軍部としては輸送船20隻の投入を検討したが全滅の公算大、海軍の駆逐艦をなるべく多く出してもらう[22]。
- ガダルカナル島西方にあるラッセル諸島を占領し、これを中継基地として使用する。当初案では、舟艇機動でガ島からラッセル諸島まで移動、そこから駆逐艦で一挙に引き上げる[36]。連合艦隊先任参謀黒島亀人大佐によれば「半分引き揚げられれば大成功、駆逐艦の損害は（投入数に対して）沈没1/4、損傷1/4ほど」[36]。
- 航空撃滅戦をおこなったあと、駆逐艦輸送と舟艇機動を併用し、ガ島～ラッセル諸島～ニュージョージア諸島と逐次撤退する[22]。
- ガ島将兵2万名のうち、大本営判断では5000～6000名は撤退可能であろう[22]。第八方面軍の見通しは「うまく行って1万5000名中、5000名」[34]。山本長官によれば「三分の一位は撤収可能であるという中央の判断は甘すぎる」[36][34]。
- 同時に陽動の為に陸軍は陽動隊を上陸させること。
- 残存兵は潜水艦等により撤退させること。

こうした一連の動きにより、アメリカ軍に対し再び日本軍によるガ島総攻撃があると思わせるのが 日本軍の意図であった。なおガダルカナル島最前線の日本軍は撤収作戦の事を全く知らず、1月中旬には各部隊ともアメリカ軍に圧倒されていた。第十七軍司令部では、砲弾の直撃により越次一雄第十七軍参謀と轟萬作海軍兼任参謀が戦死するに至った。第十七司令部は、暗号書や重要書類の焼却準備にかかった。
1月4日、大本営陸軍部と大本営海軍部間で「南太平洋方面作戦陸海軍中央協定」と「 「ケ」号作戦ニ関スル陸海軍中央協定」がむすばれる（大陸命第732号・大陸命第733号・大海令第23号・大海指第184号等）。ソロモン群島作戦は「カ号作戦」、ガ島撤収作戦は「ケ号作戦」、ニューギニヤ作戦は「ト号作戦」、ポートモレスビー作戦は「レ号作戦」、南太平洋方面作戦の総称は「八号」であった。昭和天皇は作戦協定を綿密詳細に検討し、本作戦に重大なる関心を抱いていたという。
1月7日、連合艦隊は命令作第27号により、ケ号作戦の作戦方針を下令した。
大本営陸海軍部第一部長は1月8日にラバウルを出発、トラック泊地を経由して、11日夕刻に東京着。12日、天皇に現地情勢や作戦について上奏した。1月15日、昭和天皇臨席のもと御前会議が開かれ、大本営陸海軍部はケ号作戦の作戦計画を上奏した。
(1)「ガ」島に対し主として海軍艦艇に依り一月上旬の間おおむね完全定量一箇月分の糧食を輸送し「ガ」島部隊の戦力向上を図る。
(2) 在「ガ」島部隊の戦力低下しあるに鑑み1月14日歩兵約一大隊を海軍艦艇により「ガ」島に派遣し戦力を増強して撤収作戦を準備せしめる。
(3) 第十七軍は為し得る限り速に戦闘に堪へぬ者を「ガ」島西端附近に集結せしむると共に所要の収容陣地竝に「ガ」島西端附近に後衛陣地（防御陣地）を占領し撤収作戦を準備する。
(4)「ソロモン」群島方面航空基地の準備完成に伴い1月下旬陸海軍航空部隊の主力を奇襲的に「ソロモン」方面に展開し「ガ」島方面の敵航空勢力に対し撃滅戦を開始し（おおむね1月28日頃を予定）所要の期間其の成果を持続するに努める。
(5)航空撃滅戦開始後成るべくすみやかに「ラッセル」島を占領し撤収部隊の収容を準備する。
(6)第十七軍は1月25日・26日頃より第一線の行動を開始し「ガ」島西端附近に態勢を収縮する。
(7)「ラッセル」島占領後情況に依りすみやかに更に歩兵約一大隊の新鋭部隊を「ガ」島に上陸せしめ主として後衛陣地の確保に任ぜしむ。
(8)二月初頭以後3・4日毎に三次に亙り駆逐艦を主体として撤収輸送を行い第一次主として戦闘に堪へざる者、第二次主として第2師団・第38師団の主力、第三次後衛を基幹とする部隊を撤収する。
(9)右（駆逐艦撤収）と同時に一部は大発動艇により「ラッセル」島に撤収し爾後駆逐艦に依り「ショートランド」に収容する。
(10)以上作戦の終末を2月10日頃と予定する。「右撤収作戦ハ極メテ困難テアリマシテ予想セサル情況ノ展開モ予期セラレマスノテ　陸海軍愈々協同ヲ緊密ニシ周到ナル作戦準備ヲ行ヒ　全力ヲ集中致シマシテ作戦ノ万全ヲ期シテ居リマス」。

## 作戦準備

### 増援輸送
1942年（昭和17年）12月11日のドラム缶輸送の失敗（秋月型駆逐艦照月沈没）から、日本海軍は駆逐艦による輸送を中止していた。しかし、撤退までの軍の消耗を防ぎ、体力を回復させるために翌年1月2日よりドラム缶輸送を再開した。この時、第二水雷戦隊司令官は田中頼三少将から小柳冨次少将に交代した。また1月14日から3回に渡り増援部隊を揚陸させた。さらに12月9日から中止していた潜水艦による輸送も12月26日より再開し、ほぼ毎晩行われた。
同時にコロンバンガラ島、ニュージョージア島ムンダ、サンタイサベル島レカタ湾、パラレ、ブーゲンビル島ショートランド泊地、ブカ島の各地に増援部隊を輸送、ムンダを筆頭に飛行場整備を急いだ。連合軍も巡洋艦戦隊を投入し、コロンバンガラ島などへ艦砲射撃をおこなった。同島ビラ地区の飛行場は岩淵三次大佐（戦艦霧島沈没時の艦長）指揮下で造成をおこない1月22日時点で九割ほど完成していたが、ウォルデン・L・エインズワース提督が率いる巡洋艦と駆逐艦の砲撃と空襲により使用不能になっている。
また輸送作戦従事中の艦隊型駆逐艦が多数損傷する。駆逐艦涼風（1月2日、空襲により損傷）、駆逐艦初風（1月10日、魚雷艇により大破）、駆逐艦嵐（1月15日、空襲により損傷）、駆逐艦秋月（1月19日、潜水艦雷撃で大破）、駆逐艦春雨（1月24日、潜水艦ワフーの雷撃で大破）が戦線を離脱した。
1943年（昭和18年）1月7日、連合艦隊は連合艦隊命令作第27号をもって、ガ島撤収作戦の方針を示した。
(1) 主隊（連合艦隊司令長官）はトラックにあって全作戦を指導する。
(2) 前進部隊（第二艦隊司令長官）はトラックに待機し、機に応じて出動しガダルカナル島北方にあって撤収支援、第一航空戦隊の飛行機隊はラバウルに進出し、また一部艦艇で牽制作戦を実施する（牽制作戦については後述）。
(3) 南東方面部隊（南東方面艦隊司令長官）
(イ) 基地航空部隊（第十一航空艦隊司令長官）は南東方面に集中し、1月15日以降航空撃滅戦を強化し、駆逐艦の上空直衛をおこなう。
(ロ) 外南洋部隊（第八艦隊司令長官）はガダルカナル島に対する補給を継続しながら患者等を収容、また新規に歩兵一個大隊をガ島に揚陸し、ルッセル島を一時占領する。
(ハ) 外南洋部隊増援部隊（第十戦隊司令官木村進少将。麾下駆逐艦は、第十戦隊、第二水雷戦隊、第三水雷戦隊、その他部隊からの臨時編入艦）は駆逐艦22隻を集中して撤収輸送を実施する。
(4) 先遣部隊（第六艦隊司令長官）は潜水艦によるガダルカナル島への常続補給と患者収容を実施、ガ島南東海面において連合軍の偵察と増援阻止を実施、また一部艦によりフェニックス諸島カントン島を砲撃する。
1月8日、連合艦隊先任参謀黒島亀人海軍大佐（兵44期）はラバウルに出張した。1月9日、連合艦隊と第八方面軍は作戦協定を結ぶ。1月10日、南東方面部隊（指揮官草鹿任一海軍中将）は第八方面軍と現地作戦協定を結んだ。1月11日、第八方面軍は隷下部隊にガダルカナル島撤収を命令した。
なお撤退作戦準備中の1月19日、第十戦隊旗艦の駆逐艦秋月がブーゲンビル島沖合でアメリカ潜水艦ソードフィッシュの雷撃により中破する。第十戦隊旗艦は駆逐艦風雲に変更された。また秋月被雷時に第十戦隊司令官木村進海軍少将が負傷したため、第二水雷戦隊司令官の小柳冨次海軍少将が21日附で第十戦隊司令官に横滑りした。小柳少将は航空便でトラック泊地からラバウルへ移動し、風雲に将旗を掲げた。

### 航空支援
日本軍航空部隊は1月15日からガダルカナル島への夜間攻撃強化を企図、天候が回復した19日より撤収作戦終了までほぼ連夜に渡りガダルカナル島飛行場の爆撃を行った。またポートモレスビーとラビへの夜間爆撃も同時に実施した。
1月25日からはガダルカナル島のアメリカ軍飛行場に対し航空撃滅戦を実施。第一次となる25日、零戦72機が一式陸攻12機とともに侵攻するも、5機（零戦4機・一式陸攻1機）を喪失し撃墜戦果無しと一方的な敗北を喫した。一方で第二次の27日、海軍の要請によりソロモン方面へ進出していた陸軍航空部隊、飛行第11戦隊と飛行第1戦隊の一式戦「隼」69機が飛行第45戦隊の九九双軽9機とともに侵攻。この空戦においてアメリカ陸軍航空軍第339戦闘飛行隊および海兵隊第112海兵戦闘飛行隊の戦闘機24機と交戦、一式戦「隼」は6機を喪失するも7機を撃墜（戦果内訳はP-38 2機・P-40 2機・F4F 3機）。
29日から30日にかけてレンネル島沖海戦が発生した。
31日、第11戦隊の一式戦「隼」はガダルカナル島西方海上で日本軍艦艇を攻撃中のSBDおよび、掩護の第112海兵戦闘飛行隊F4F 8機と交戦、2機を喪失するも2機を撃墜した。

#### イサベル島沖海戦
2月1日、アメリカ軍は駆逐艦4隻の護衛のもと高速輸送艦ストリングハム および6隻の戦車揚陸艇により、ガダルカナル島西岸部のベラヒュー地区に歩兵一個大隊を揚陸させた。これによりガダルカナル島の日本軍は東西から挟撃される形になった。午後、上陸部隊は二手に分かれたが駆逐艦2隻（ド・ヘイブン、ニコラス）と2隻の戦車揚陸艇からなる部隊はサボ島沖で海軍の九九式艦上爆撃機13機に発見される。日本軍の艦爆隊はこれを巡洋艦2隻と駆逐艦3隻と誤認し攻撃、駆逐艦ド・ヘイブンを撃沈、駆逐艦ニコラスを損傷させた。直後に日本海軍の撤収部隊が近付いてきたためアメリカ軍は残りの駆逐艦3隻で迎撃しようとしたが日本軍の水上機の攻撃により撤退に追い込まれ、代わって迎撃した航空機や魚雷艇により日本軍艦隊との間で戦闘が発生した（下記参照）。
2月4日、大本営はイサベル島南方沖にて敵巡洋艦を攻撃し、1隻を撃沈、1隻を小破させたと発表し、これを「イサベル島沖海戦」と命名した（実際には駆逐艦一隻を撃沈、一隻を小破である。また戦闘海域はイサベル島沖南方であるのは事実だが鉄底海峡の中である）。

### 陽動作戦
1月10日、連合艦隊は電令作第445号により1月15日付で東方牽制部隊を編成した。第八戦隊司令官原忠一海軍少将（兵39期）を指揮官とする東方牽制部隊は、重巡洋艦利根、伊号第八潜水艦、802空、海軍東京通信隊、第4通信隊、第6通信隊をもって編成されていた。潜水艦によりカントン島砲撃を、マーシャル諸島東方海面の適宜機動、飛行哨戒、偽電発信が任務であった。
利根（東方牽制部隊指揮官）は1月19日にトラック泊地を出発し、22日ヤルート環礁に進出して第22航空戦隊や第六根拠地隊との打ち合わせをおこなった。23日にヤルートを出撃、25日よりカントン島西に進出し偽電を発信、27日にヤルートへ帰投した。同様の作戦を2月2日から実施し、2月7日にトラック泊地に戻った。
伊8潜は偽電を発しつつフィジー方面に進出し、1月23日と1月31日に、カントン島への夜間艦砲射撃を実施した。また802空はカントン島方面で哨戒任務を行った。通信部隊は連合軍の通信を分析した。また偽電を発信したと思われるが、記録が無く不明。これらにより日本軍が攻勢をかけると思わせるような工作を行った。
ガ島撤収作戦の完了により、連合艦隊は2月8日の電令作第477号によって東方牽制部隊を解隊した。

### 艦艇支援
1月31日、連合艦隊司令長官山本五十六海軍大将は「今次ノ作戦ハ至難ニシテ其ノ成否ハ戦局ニ影響スルコト極メテ大ナリ　各隊（艦機）ハ全力ヲ尽シテ本作戦ヲ完遂以テ聖旨ニ副イ奉ランコトヲ期セヨ」と訓示した。
第二艦隊司令長官近藤信竹海軍中将を指揮官とする前進部隊は1月31日にトラックを出港、ガダルカナル島の北方約700海里、グリニッチ島の東方海域に進出し敵艦隊の出現に備えた。前進部隊の兵力は以下の通り。
- 本隊：愛宕〈第二艦隊旗艦〉、高雄、妙高、羽黒、金剛、榛名、神通、朝雲、五月雨、陽炎、大波、時雨、敷波
- 航空部隊：隼鷹、瑞鳳、阿賀野、長良、初雪、嵐
- 補給部隊：日本丸、健洋丸、涼風

また支援隊（熊野、鳥海、川内）がカビエンに警戒停泊していたが、両隊とも戦闘参加の機会は無く終わった。

### 矢野大隊
矢野大隊（長：矢野桂二少佐）は、撤収作戦援護の殿（しんがり）を任務として第38師団のラバウル残留各部隊から抽出されて臨時編成された。その編成は、歩兵1個中隊、機関銃1個中隊、山砲1個中隊（山砲3門）の兵員750名に有線・無線各1個小隊の150名がついた。兵員の多くは年齢30歳前後の未教育補充兵で、生還を期さない決死隊として撤収作戦であることは矢野少佐にも知らされていなかった。
駆逐艦5隻に分乗した矢野大隊と第八方面軍の井本熊男陸軍中佐は、1月14日エスペランス岬に上陸した。15日、井本参謀は第十七軍司令部に立ち寄り、勅語と撤退命令を伝達した。16日、百武司令官は撤退を決定した。第十七軍司令部は、最前線に向かう矢野大隊を見送った。18日、矢野大隊は最前線のコカンボナに布陣し、22日から陣地を転換しながらの遅滞戦闘をおこなった。アメリカ軍は迫撃砲による集中砲撃や戦車を先頭に攻撃したが、矢野大隊は肉攻班が破甲爆雷で対戦車攻撃をおこなうなど頑強に抵抗した。この間、日本軍は揚陸予定地点のエスペランス岬とカミンボへ後退していったが、行動不能の者は自決した。日本軍は第一次撤収（2月1日）、第二次撤収（2月4日）を実施したがアメリカ軍はこれを察知することができなかった。
当初、矢野大隊の一部はガダルカナル島に残置させられる方針であったが、矢野少佐は（一部を残すくらいなら）大隊一丸で玉砕するとの覚悟であったため急遽命令が変更され、大隊は第三次撤収（2月7日）で駆逐艦に収容された。在島25日間で750名の兵力は300名に減っていた。

### ラッセル諸島占領
万一、駆逐艦による撤退が不可能になった場合には舟艇機動によってラッセル諸島（ガダルカナル島の西方約50キロ地点）まで移動し、そこから駆逐艦で撤退することが計画された。また同時にアメリカ軍の占領を防ぎ、増援作戦に見せかける意図もあった。そこで占領部隊として「立岩支隊」（長：立岩新策大尉。総員約530名の陸海軍混成部隊）が編成され、1月28日に浦風、浜風、江風の駆逐艦3隻に輸送されラッセル諸島のバイシー島へ夜間上陸した。（警戒隊として時津風、黒潮、白雪の3隻が同行）途中航空機の攻撃を受けたが零戦の直掩もあり、艦艇に大きな被害はなく輸送は成功した。このとき撤収兵のための食料入りドラム缶も大量に輸送された。立岩支隊はその後10日間にわたりバイシー島を確保していたが、舟艇機動が予定されていた第三次撤収も駆逐艦によって行われたため、2月7日に島を撤収した（欠員なし）。

## 撤退

### 第一次
最初の撤収は2月1日に行われた。外南洋部隊増援部隊（指揮官橋本信太郎第三水雷戦隊司令官）が率いる駆逐艦は20隻で、第二水雷戦隊、第三水雷戦隊、第四水雷戦隊、第十戦隊等から抽出された寄せ集め部隊であった。第一指揮官は橋本少将、第二指揮官は小柳少将であった。だが小柳少将はデング熱を発症したため、第十戦隊先任参謀新谷喜一中佐が司令官代理をつとめた。1日朝、ショートランドを出発した。途中アメリカ軍機の攻撃で先頭にいた巻波（三水戦旗艦）が航行不能となった。巻波は文月に曳航されて引き返した。第三水雷戦隊司令官橋本信太郎少将は巻波から白雪に旗艦を変更し、撤収部隊に追いついた。
同昼、サボ島沖で海軍の九九式艦上爆撃機13機がアメリカ軍の駆逐艦2隻と戦車揚陸艇数隻からなる部隊を攻撃し、駆逐艦ド・ヘイブンを撃沈した。
同夜、撤収部隊はガダルカナル島に到着し、海軍250名、陸軍5,164名を収容した。第38師団（師団長佐野忠義陸軍中将）、方面軍参謀等が撤退した。乗艦に際し各部隊長は「ルンガに転進してヘンダーソン飛行場に斬り込む」と部下に説明し、携帯兵器（小銃、軽機関銃、拳銃、軍刀）と糧食一日分以外は処分させた。
2日午前、ブーゲンビル島エレベンタに帰還した。収容時に巻雲が触雷により航行不能となり、夕雲の魚雷で処分された。また魚雷艇による攻撃もあったが江風や舞風等の砲撃により撃退した。参加艦艇は以下の通り。
- エスペランス隊（第三水雷戦隊司令官橋本信太郎少将、旗艦「巻波」）
  - 警戒隊：巻波[注 10]（第三水雷戦隊/撤収部隊旗艦）
    - １番隊：舞風[注 11]、江風[注 12]、黒潮[注 13]
    - ２番隊：文月、白雪[注 14]

  - 輸送隊（第十戦隊司令官小柳冨次少将、旗艦「風雲」）[注 15]
    - 第10駆逐隊：風雲、巻雲、夕雲、秋雲（巻波脱落後、巻雲、夕雲は警戒隊へ編入）
    - 第17駆逐隊：浦風、磯風、浜風、谷風
- カミンボ隊（第16駆逐隊司令荘司喜一郎大佐）
  - 警戒隊：皐月、長月
  - 輸送隊
    - 第16駆逐隊：時津風[注 16]、雪風
    - 第8駆逐隊：大潮、荒潮[注 17]

アメリカ軍航空部隊は日本海軍駆逐艦20隻に対しF4F戦闘機17機、SBD17機、TBF7機を発進させたが、1隻（巻波）を航行不能とさせるに留まった。また改造駆逐艦が機雷300個を敷設、この機雷に巻雲が触雷した。また魚雷艇11隻を出勤させたが2隻が砲撃により沈没、1隻が爆撃により沈没、他に座礁で1隻を喪失し日本軍の行動を阻止できなかった。日本軍航空部隊は飛行場攻撃に陸軍が第11戦隊の一式戦「隼」および第45戦隊の九九双軽を、海軍は零戦を収容部隊の上空掩護として出撃させている。

### 第二次
2回目は2月4日に行われた。第一次では支援部隊に所属していた朝雲（第9駆逐隊）と五月雨（第2駆逐隊）が撤収部隊にまわされ、ショートランド泊地に移動した。駆逐艦2隻の補充により、撤収部隊は前回と同じく駆逐艦20隻となった。4日朝、ショートランドを出発。途中、空襲により舞風（第4駆逐隊司令有賀幸作大佐）が航行不能となり、長月に曳航されてショートランドへ帰還した。また白雪が機関故障のため引き返した。江風と黒潮も小破した。
ガダルカナル島に到着した撤収部隊は、予定通りに収容を開始した。第十七軍司令部と第二師団が撤収した。駆逐艦は海軍519名、陸軍4,458名を収容した。エスペランスでの収容作業には遅れが出たようで約300名を積み残して5日午前エレベンタに帰還した。
この第2次撤退で第十七軍司令部（司令官百武晴吉陸軍中将、参謀長宮崎周一陸軍少将ほか）と歩兵第16連隊の連隊長堺吉嗣陸軍大佐および軍旗は駆逐艦磯風に乗艦し、ガダルカナル島を後にした。2月5日昼前、撤収部隊はショートランド泊地に帰投した。第十七軍司令部は磯風より退艦した。同島では田辺盛武参謀次長、加藤鑰平第八方面軍参謀長、佐野師団長、神田正種第六師団長、桜田武船舶兵団長等が第十七軍司令部を出迎えた。
- エスペランス隊
  - 警戒隊：白雪（三水戦旗艦）、黒潮、朝雲、五月雨、舞風、江風
  - 輸送隊
    - 第10駆逐隊：風雲、夕雲、秋雲
    - 第17駆逐隊：谷風、浦風、浜風、磯風
- カミンボ隊
  - 警戒隊：皐月、文月、長月
  - 輸送隊
    - 第16駆逐隊：時津風、雪風
    - 第8駆逐隊：大潮、荒潮

アメリカ軍航空部隊はF4FとP-40に掩護されたSBDおよびTBFを発進させたが、1隻中破、1隻小破に留まった。将兵を収容した駆逐艦は日本陸軍の第11戦隊第1中隊の一式戦「隼」が上空掩護しており、空戦で2機を喪失するも3機を撃墜（F4F 1機・SBD 1機・TBF 1機）し二度にわたるアメリカ軍機の攻撃を撃退、艦隊を守り抜いている。さらに3機（F4F 2機・SBD 1機）のアメリカ軍機が撃墜され（また第68戦闘飛行隊のP-40 1機がF4Fの同士討ちにより墜落）、途中で空戦に加わった零戦は2機を喪失している。
アメリカ海軍は魚雷艇を出撃させているが日本側水上偵察機7機の警戒、捜索により日本軍駆逐艦と接触は出来なかった。

### 第三次
第三次作戦前夜の2月6日午後、ブーゲンビル島で第三次輸送に関する作戦会議が開かれた。第三水雷戦隊の会議に列席した第八艦隊司令部は駆逐艦の出撃を渋った。二回の撤収で既にアメリカ軍に作戦が見破られたとの懸念に加え、連合艦隊は駆逐艦の喪失激減に悩んでおり、第三次作戦は方式を変更して、駆逐艦ではなく大発などの舟艇により島伝いに脱出させようとの意見が出された。これに対し陸軍側は、田沼参謀次長、第17軍の宮崎参謀長らが海軍の作戦会議に出席し、舟艇による脱出は成功の可能性が下がるとして駆逐艦の出撃を要請した。議論が平行線を辿った時、駆逐艦「雪風」の菅間艦長と「浜風」の上井艦長から「予定通り駆逐艦でやるべき」との発言があり、臨席していた駆逐艦長全員もこれに賛同し、第三次作戦も駆逐艦隊で行う事が決定した。第17軍は会議の結果を受けても作戦当日の駆逐艦隊の行動に対する不安を拭う事ができず、宮崎参謀長は小沼治夫陸軍少将を艦隊に派遣する。小沼は第三水雷戦隊司令官橋本信太郎海軍少将（旗艦「白雪」）に作戦を完遂するよう直談判し、橋本少将の「艦隊司令部の意向がどうであれ我々は任務に邁進するので安心されよ」との言葉を得てやっと安堵している。宮崎（第十七軍参謀長）は会議の様子を陣中日誌に以下のように記録している。
最後の撤収は2月7日に行われた。第一次作戦と第二次作戦に参加した駆逐艦江風（第24駆逐隊）は修理のため外された。第三水雷戦隊司令官と第十戦隊司令官が指揮する駆逐艦18隻は、7日朝ショートランドを出発した。途中空襲で磯風が被爆、長月に護衛されて引き返した。磯風護衛役は途中で江風に交代し、長月は撤収部隊に戻った。同夜、ガダルカナル島に到着しカミンボから殿軍とされた松田部隊を中心とする海軍25名、陸軍2224名を収容しエレベンタに帰還した。また駆逐艦での撤収が失敗した場合に備えてラッセル諸島に1月28日に進出していた海軍38名、陸軍352名を収容した。2月8日午前、撤収部隊はショートランド泊地に到着した。
- 第一連隊（カミンボからの収容及び警戒、指揮官橋本信太郎第三水雷戦隊司令官）
  - 一番隊：白雪〈三水戦旗艦〉、黒潮
  - 二番隊：朝雲、五月雨
  - 三番隊（輸送隊）：時津風、雪風、皐月、文月
- 第二連隊（ラッセル諸島からの収容及び警戒、指揮官小柳冨次第十戦隊司令官）
  - 第10駆逐隊：風雲〈第十戦隊旗艦〉、夕雲、秋雲
  - 第17駆逐隊：谷風、浦風、浜風、磯風
  - 第8駆逐隊：大潮、荒潮
  - 第22駆逐隊：長月（艦長の証言ではカミンボで収容）[111]

## 結果
大本営や現地陸海軍ともケ号作戦に対して悲観的見通しをもっていたが、予想外の成功をおさめた。
3回の撤収により海軍832名、陸軍は第一次作戦で5201名・第二次作戦で4760名・第三次作戦で1972名で計11933名、合計12682名（2月15日時点における大本営への報告）の兵員を収容した。このうち1200名は入院加療を必要とし、残りも大半はマラリア他の疾病に罹患していた。また、この後も病死者多数を出している。
ガダルカナル島の戦い全体では、約3万2000名が上陸し1万名が撤退に成功、戦死1万4000名、行方不明2500名であった。この撤退は、戦後もしばしば完全撤退に成功したと言われていたが、花園一郎によれば、実際には最後の駆逐艦が撤収するときにも、海岸では収容されていない兵士らの合図の火がまだ振られていたことが、乗船した撤収兵や乗組員の水兵らに目撃されていたという。
ケ号作戦における海軍の損害は駆逐艦1隻沈没、駆逐艦3隻の損傷のみであった。日本側は駆逐艦の損失を参加艦艇の1⁄4、損傷1⁄4、収容人数は約半分を想定していたが、予想以上の成果を収めた。第十戦隊司令官小柳冨次海軍少将は作戦成功要因として、敵水上艦艇の妨害と揚陸地点での敵飛行機行動が消極的だったこと、歴戦の駆逐隊司令や駆逐艦長が長期にわたるガ島戦の経験から敵行動・地形・水流を熟知していたことを挙げ、特に駆逐艦の功績を称えている。
アメリカ軍は、日本軍水雷戦隊の行動を「ガ島の戦力を増強するための輸送作戦」と判断していた。8日朝に舟艇が放棄されているのが発見され、初めて撤退の事実に気が付いた。
2月9日、大本営はガダルカナル島からの転進を発表した。翌日には2月1日から7日までの戦闘、特に2月1日の艦爆隊による巡洋艦撃沈（実際には駆逐艦ド・ヘイブン撃沈）を中心にイサベル島沖海戦と呼称すると発表した。
ガ島撤収後、大本営の既定方針にもとづき日本軍はパプアニューギニアに作戦の重点を移す。3月初旬、ニューギニアの日本軍拠点ラエとサラモアへ陸軍第51師団を増強しようとしたが、連合軍の空襲により輸送船団が壊滅して大失敗に終わった（ビスマルク海海戦）。またソロモン諸島の防備については、中部ソロモン諸島（ニュージョージア諸島、サンタイサベル島）は日本海軍の、北部ソロモン諸島（ブーゲンビル島、ブカ島）は日本陸軍の担任と定められた。